# Генрих III (герцог Каринтии)
Генрих III (нем. Heinrich III; ум. 1122) — герцог Каринтии с 1090 годов и маркграф Истрии в 1077—1090 годах, последний представитель династии Эппенштейнов.

## Биография
Генрих III был младшим сыном Маркварта, герцога Каринтии в 1076 году и после смерти своего старшего брата Луитпольда в 1090 году унаследовал каринтийский престол.
В период правления Генриха III Каринтия переживала кризис. В 1093 году Генрих под давлением императора отказался от сюзеренитета над Крайной и Истрией, перешедших под контроль патриарха Аквилеи. Обособилась Горица, в которой установилась собственная графская династия. Штирия к этому времени была уже фактически независимым государством, что было окончательно закреплено в 1122 году.
В результате территория Каринтийского герцогства сократилась до размеров, примерно соответствующих современной федеральной земле Каринтии (с частью территорий в северной Словении). Свидетельством слабости центральной власти в герцогстве стал неудачный конфликт Генриха III с архиепископом Зальцбургским за лены во Фриули. В сфере внешней политики Генрих III всецело поддерживал императора Генриха IV и неоднократно участвовал в его походах в Италию и Венгрию.
Со смертью Генриха III в 1122 году прекратилась династия Эппенштейнов. Сестра герцога Хедвига Эппенштейн была замужем за Энгельбертом Спанхеймом, представителем одного из штирийских аристократических родов и маркграфом Истрии. Поскольку традиции Карантании позволяли передачу власти по женской линии, герцогом Каринтии в 1122 году стал сын Хедвиги Генрих IV, который таким образом основал новую династию на каринтийском престоле — династию Спанхеймов.
| Предшественник Луитпольд | герцог Каринтии 1090—1122 | Преемник Генрих IV    |
| Предшественник Ульрих I  | маркграф Истрии 1077—1090 | Преемник Энгельберт I |